# Russell Barkley
Russell A. Barkley, Ph.D., es un científico, psicólogo e investigador norteamericano. Es uno de los actuales expertos en Trastorno por Déficit de Atención con Hiperactividad (TDAH) y en los problemas relacionados con este trastorno en la infancia. Durante muchos años ha estado en la vanguardia de los estudios sobre TDAH. Actualmente es profesor en el Departamento de Psiquiatría y Pediatría en la Universidad de Carolina del Sur.
Autor de numerosas investigaciones y libros, conocido sobre todo por desarrollar el modelo del déficit en la inhibición conductual como posible explicación del cuadro sintomático del TDAH. También es autor de un instrumento para la evaluación de déficits en las funciones ejecutivas a partir de los 18 años.

## Carrera
Después de servir en las Fuerzas Aéreas de los Estados Unidos, Barkley obtuvo, en 1973, el Bachelor's Degree con Honores en Psicología por la Universidad de Carolina del Norte. Obtuvo el Máster por la Bowling Green State University (Ohio) en 1975, y el Doctorado en Psicología Clínica en 1977, con una investigación sobre los efectos de la medicación en niños con TDAH, y entró interno en la Universidad de Ciencias de la Salud de Oregón, dedicándose a los trastornos infantiles del desarrollo, el aprendizaje y la conducta.
Poco después, se unió al Departamento de Neurología del Medical College of Wisconsin (MCOW) y al Hospital Infantil Milwaukee, donde trabajó en la división de Neurología Infantil y fundó el Neuropsychology Service en MCOW, del que fue Jefe.
Siguió trabajando como Profesor Asociado de Neurología hasta 1985, año en que se trasladó a la Escuela Médica de la Universidad de Massachusetts, donde fue director de Psicología y profesor de Psiquiatría y Psicología (1985-2002). Allí, fundó la clínica de investigación de TDAH en niños y adultos.
En 2003 entra como Profesor en el Departamento de Psiquiatría de la Universidad de Medicina de Carolina del Sur.
El Dr. Barkley posee especialidades en Psicología Clínica (ABPP), Psicología Clínica Infantil y de la Adolescencia, y Neuropsicología Clínica (ABCN, ABPP).

## El modelo de los déficits en la inhibición conductual
Los intereses científicos de Barkley se han centrado sobre todo en el TDAH (él mismo tenía un hermano gemelo que padecía este trastorno y que murió en un accidente de tráfico).
En 1997 publicó el libro ADHD and the Nature of Self Control (TDAH y la naturaleza del autocontrol), en el que reorganiza su pensamiento sobre TDAH a lo largo de varios años, y en el que se centra en las alteraciones de las funciones ejecutivas y su relación con el TDAH.
El modelo de los déficits en la inhibición conductual es un modelo teórico que trata de explicar la sintomatología que presentan las personas con TDAH. Se enmarca dentro de los llamados modelos cognitivos, y propone la dificultad para inhibir o retrasar una respuesta como el déficit central del trastorno.
Existen otros modelos más recientes de este tipo, como el de Brown (2006). Pero mientras el modelo de Barkley busca explicar los síntomas asociados con el TDAH de los subtipos hiperactivo y combinado, el de Brown vendría a explicar mejor el subtipo desatento.
El modelo de Barkley sostiene que los déficits en la función ejecutiva denominada inhibición conductual (IC) acarrean un deterioro en otras cuatro FE que dependen de esta inhibición para funcionar adecuadamente, a saber:
1. La memoria de trabajo no verbal.
2. La memoria de trabajo verbal o internalización del habla.
3. La autorregulación de las emociones, la motivación y la activación.
4. La reconstitución (análisis y síntesis del comportamiento).
De este modo, Barkley llega a la conclusión de que el término «trastorno de la atención» es ambiguo, y propone que la afección reciba el nombre de Trastorno de la Inhibición Conductual.
El TDAH (Trastornó de déficit de atención e hiperactividad), es un tema de actualidad en las escuelas públicas y privadas debido a su alta incidencia en alumnos de todos los niveles, esto ha provocado que psicólogos siquiatras y especialistas en la materia realicen diagnósticos en todos los niveles escolares, para detectar posibles casos de TDAH, para aplicar los tratamientos adecuados de acuerdo al diagnóstico obtenido, asimismo se ha instruido a padres de familia por medio de conferencias para que continúen con los tratamientos establecidos en el ámbito familiar.

## El programa Defiant Children
Barkley también ha desarrollado el Defiant Children, un programa de entrenamiento para padres dirigido a reducir la desobediencia de los niños. Para padres de adolescentes, se puede complementar con Your Defiant Teen.
Se trata de un programa de base conductista, que consta de 8 pasos que tratan de mejorar la conducta del niño, las relaciones sociales y la adaptación general en casa, bajo la creencia de que la mala conducta es consecuencia de prácticas parentales inadecuadas.
Los métodos fundamentales usados son:
- Definición de una lista de conductas para su cumplimiento.

- Sistema de premios y castigos (tienen especial importancia el ignorar las conductas inadecuadas y el tiempo fuera).

- Sistema de fichas.

## Obras de Russell A. Barkley

### Libros

#### En español
- 2013 - Tomar el control del TDAH en la edad adulta. Ed. Octaedro. ISBN 978-8-49921-381-1.
- 2011 - Niños hiperactivos: cómo comprender y atender sus necesidades especiales. Ed. Paidós Ibérica. ISBN 978-8-44932-535-9.
- 2011 - Adolescentes desafiantes y rebeldes: 10 pasos para solucionar los conflictos y mejorar la convivencia. Barcelona: Paidós. ISBN 978-84-493-2499-4.
- 2000 - Hijos desafiantes y rebeldes. Barcelona: Paidós. ISBN 978-84-493-0956-5.
- 1997 - Niños hiperactivos: cómo comprender y atender sus necesidades especiales. Guía completa del Trastorno por Dédicit de Atención con Hiperactividad (TDAH). Barcelona: Paidós. ISBN 978-84-493-0737-6
- 1997 - TDAH y la naturaleza del autocontrol.

#### En inglés
- Attention Deficit Hyperactivity Disorder in Adults: The Latest Assessment and Treatment Strategies, ISBN 978-0-7637-6564-4.
- ADHD and the Nature of Self Control, ISBN 978-1-57230-250-1.
- ADHD in Adults: What the Science Says, ISBN 978-1-59385-586-4.
- Attention Deficit Hyperactivity Disorder: A Handbook for Diagnosis and Treatment, ISBN 978-1-59385-210-8.
- Defiant Children, Second Edition: A Clinician’s Manual for Assessment and Parent Training, and Child Psychopathology, ISBN 978-1-57230-123-8.
- Executive Functions: What They Are, How They Work, and Why They Evolved, ISBN 978-1-4625-0535-7.
- Taking Charge of ADHD: The Complete, Authoritative Guide for Parents, ISBN 978-1-57230-560-1.
- Taking Charge of Adult ADHD, ISBN 978-1-60623-338-2.